# Morawica (wapień)

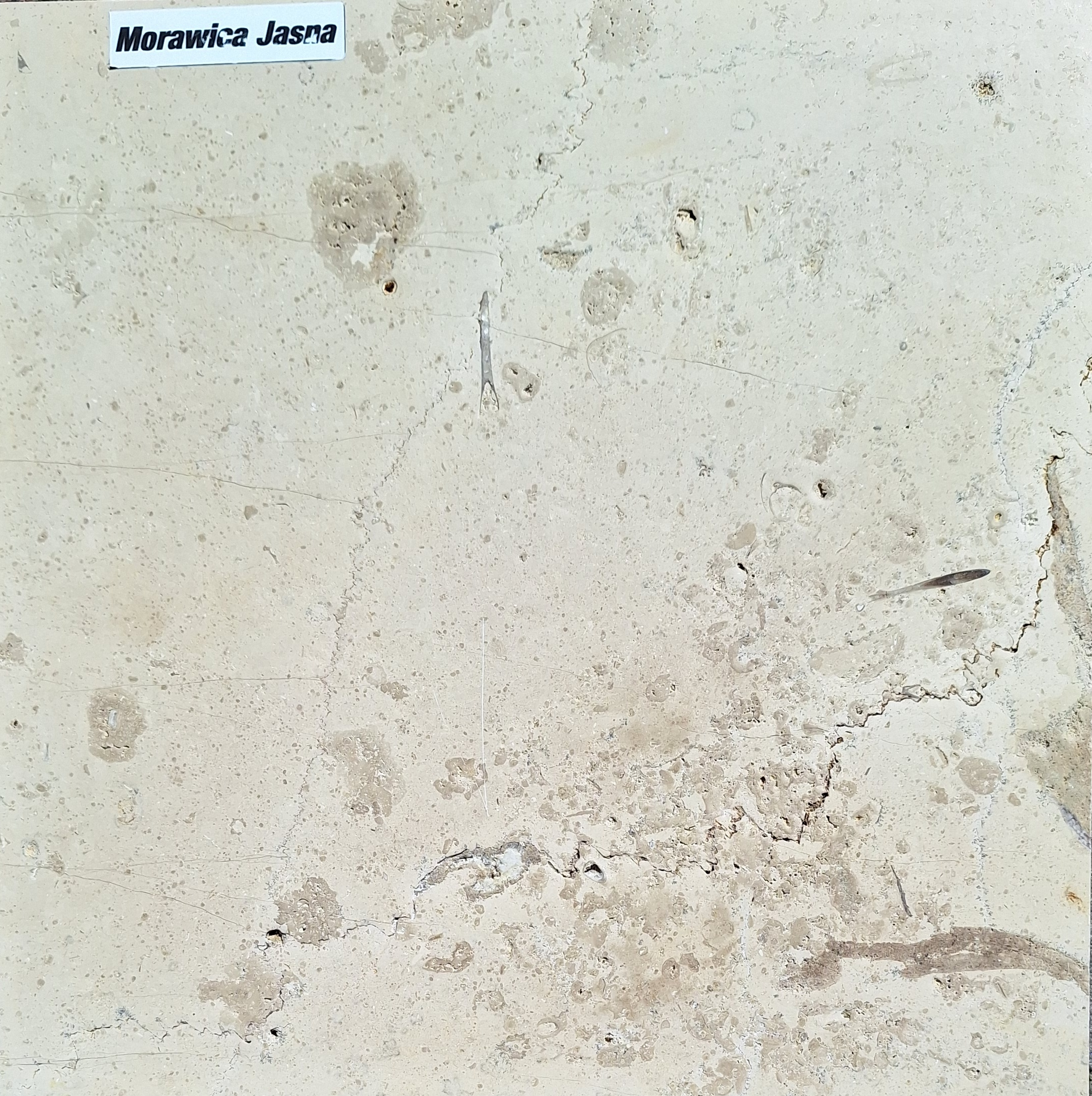
wapień Morawica; widoczne belemnity, gąbki i szwy stylolitowe

Morawica, wapień morawicki – górnojurajski wapień tuberoidowy wydobywany w dwóch kamieniołomach w okolicach Morawicy, w gminie Morawica, w powiecie kieleckim, w województwie świętokrzyskim, w Polsce.
W obrocie handlowym pojawia się także jako marmur Morawica lub marmur morawicki. Nazwa ta jest petrologicznie nieprawidłowa i związana jest z potocznym nazywaniem marmurami wapieni dających się łatwo polerować.
Ze względu na bardzo korzystne warunki eksploatacji, łatwość obróbki oraz dobre parametry fizyczne, należy do jednych najbardziej popularnych polskich kamieni dekoracyjnych.

## Geneza, mineralogia i paleontologia
Wapień Morawica powstał w głębokim (od kilkudziesięciu do kilkuset metrów p.p.m.) i ciepłym morzu podzwrotnikowym 160 mln lat temu, w oksfordzie. Głównym minerałem go budującym jest kalcyt, pochodzący ze zwapniałych szczątków gąbek (tuberoidów) i mikroorganizmów.
W wapieniu morawickim występują dobrze zachowane skamieniałości, cenione ze względów dekoracyjnych. Zaliczają się do nich:
- amonity – spiralnie zwinięte muszle,
- belemnity – ciemne, o podłużnym kształcie,
- gąbki – dobrze zachowane w postaci owalnych (bulastych) kształtów lub ich fragmentów, z pustką w środku (w miejscu dawnego spongocelu), stosunkowo często widoczne są pory; gorzej zachowane w postaci plamek i przebarwień; z rzadka widoczne są zachowane pojedyncze igły,
- ramienionogi, otwornice, jeżowce – występują rzadko i przeważnie w fragmentach.

Epizodycznie w wapieniu morawickim można spotkać także szczątki kręgowców. Znaleziono tu czaszkę i zęby oftalmozaura. To unikalne znalezisko można oglądać w Muzeum Narodowym w Kielcach.
Rzadko występują w nim krzemienie.

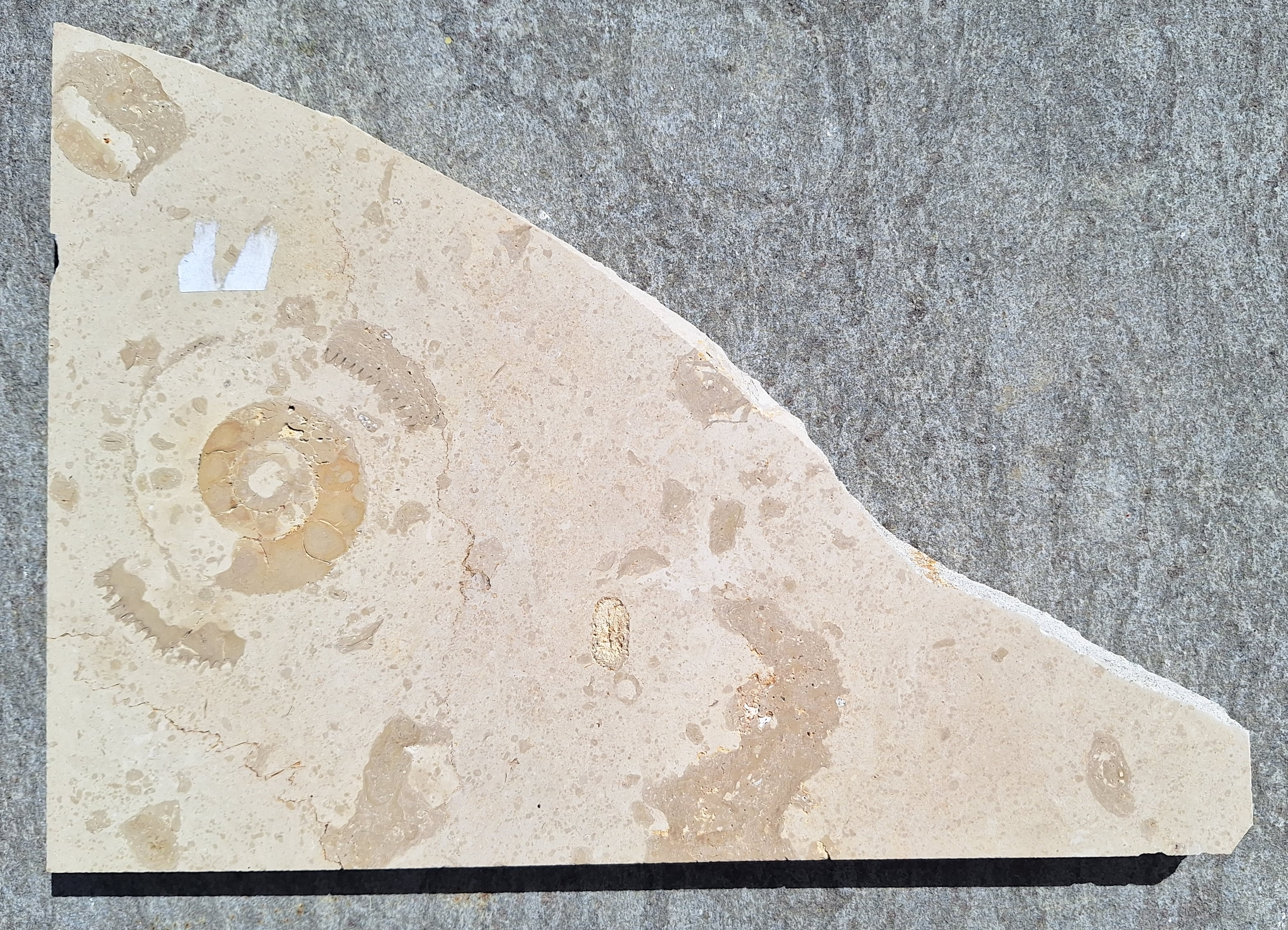
amonit, gąbki i szwy stylolitowe w Morawicy
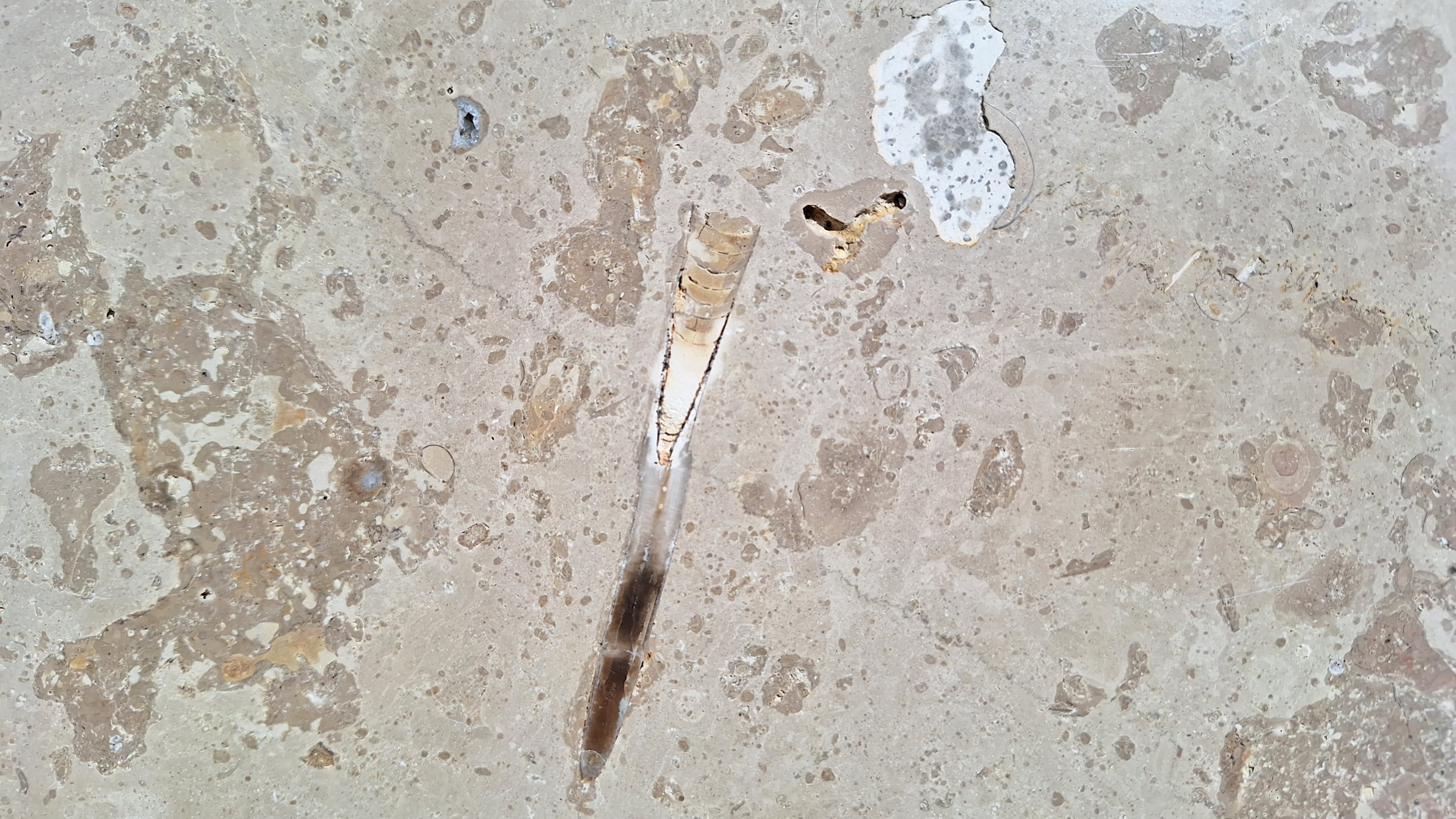
belemnit, gąbki i szwy stylolitowe w Morawicy
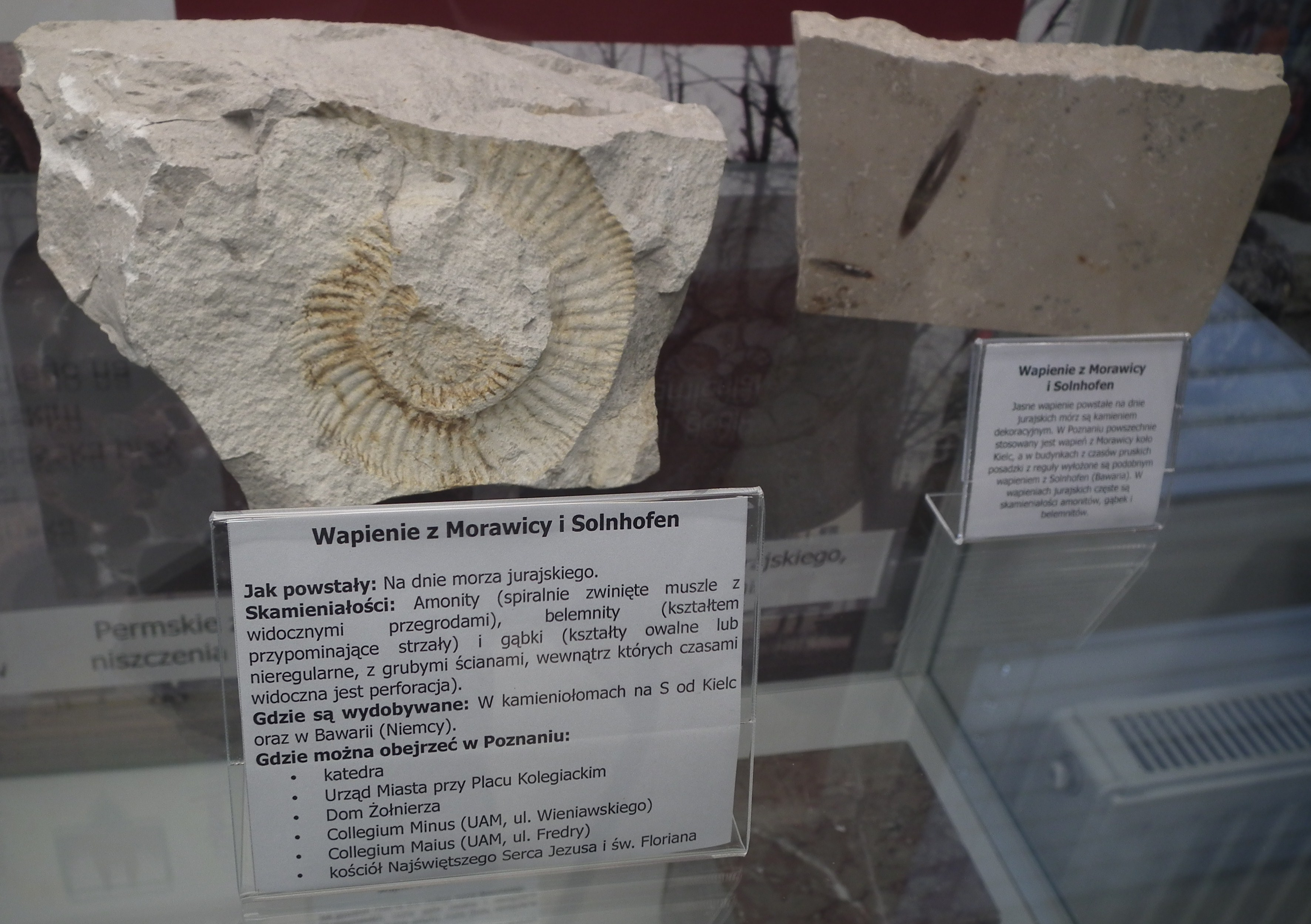
amonit i belemnit w Morawicy

## Cechy fizyczne
Struktura drobnokrystaliczna, tekstura zbita, bezładna.
Wapień Morawica w polerze dostępny jest w trzech odcieniach barwy beżowej: jasnym, średnim i ciemnym, stanowiących osobne odmiany handlowe. Występują w nim szwy stylolitowe – cienkie, zygzakowate linie, będące świadectwem selektywnego rozpuszczania wapienia pod wpływem ciśnienia kierunkowego, w dawnych okresach geologicznych.
Parametry techniczne:
- gęstość 2,64 g/cm³,
- nasiąkliwość 1,03%,
- wytrzymałość na ściskanie 152 MPa,
- ścieralność 0,31 cm[5].

## Historia
Eksploatacja wapienia morawickiego sięga co najmniej XIX w., gdy wspomniał o niej Franciszek Maksymilian Sobieszczański. W ofercie Kieleckiej Fabryki Marmurów pojawił się na początku XX w., jednak początkowo nie był popularny, o czym świadczy brak profesjonalnego kamieniołomu i wydobycie go przez chłopów.
W 1921 powstała spółka Marmury Kieleckie posiadająca kamieniołom w Woli Morawickiej. W 1950 kopalnia wznowiła wydobycie przerwane w czasie II wojny światowej. W połowie XX w. wapień zdobył popularność. W 1967 rozpoznano nowe, znacznie większe złoże Morawica III.
Współcześnie złoże Wola Morawicka eksploatowane jest przez Kopalnię Wola Morawicka Sp. z o.o., natomiast złoże Morawica III przez Kopalnię Wapienia „Morawica” SA.

## Zastosowanie
Morawicę stosuje się w budownictwie jako kamień ozdobny, zazwyczaj wewnątrz budynków. Na zewnątrz nie jest chętnie stosowany, gdyż jego poler zanika pod wpływem warunków atmosferycznych. Wytwarza się z niej także kruszywo, nawozy mineralne, wapno palone używane w cukrownictwie, sorbenty do odsiarczania spalin oraz topnik w przemyśle hutniczym.

### Przykłady zastosowania

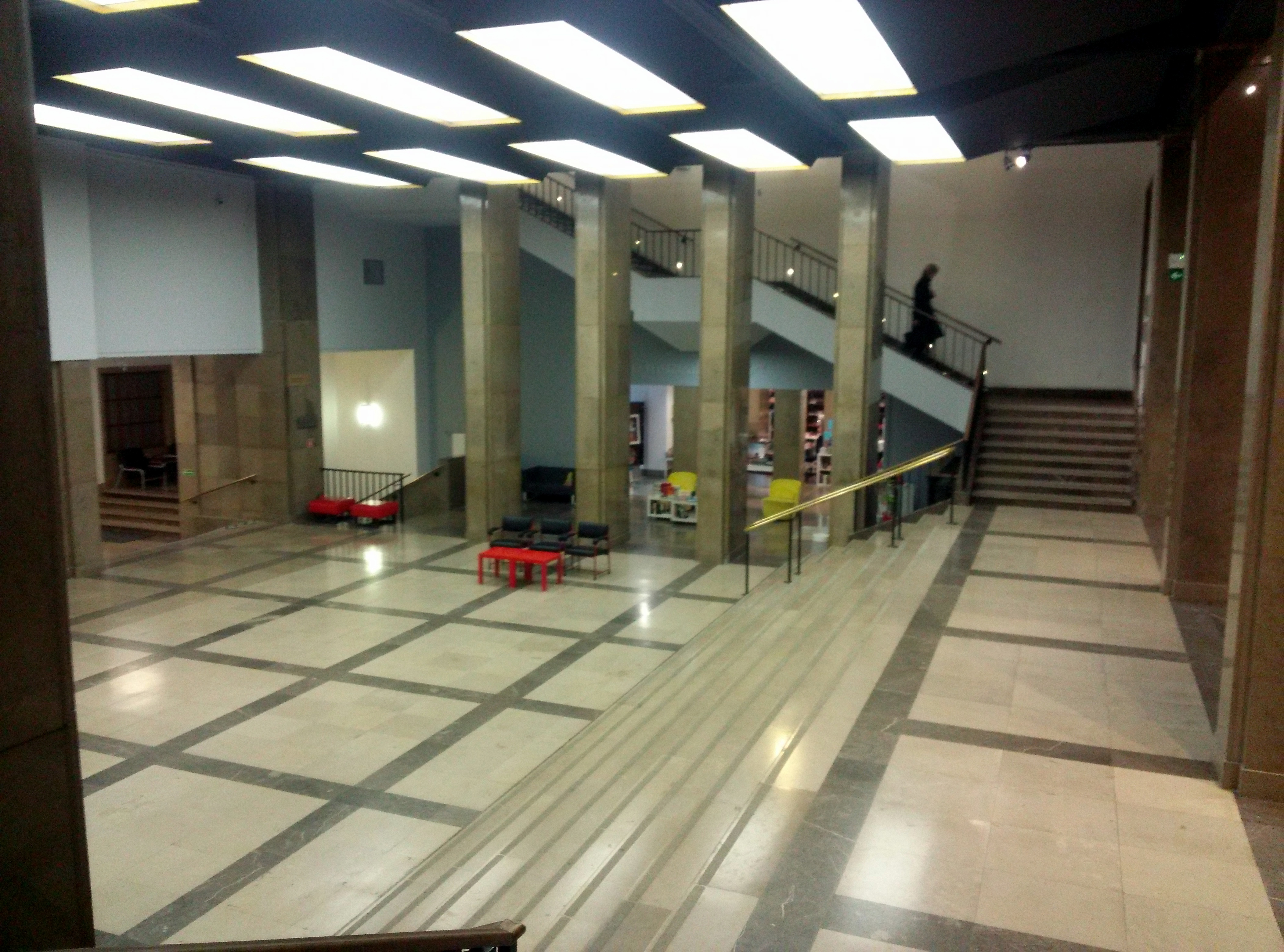
posadzka w Gmachu Głównym Muzeum Narodowego w Krakowie (jasne płytki)

Elementy wykonane z wapienia morawickiego można odnaleźć w całej Polsce. Wybrane obiekty, w których wykorzystany był wapień Morawica:
- Kraków:
  - budynki A-0, D-1 i B-6 Akademii Górniczo-Hutniczej – posadzka,
  - Dom Handlowy „Jubilat” – posadzka,
  - Kino „Kijów” – posadzka,
  - Gmach Główny Muzeum Narodowego – posadzka,
  - Narodowy Instytut Onkologii – posadzka,
  - Szpital Miejski Specjalistyczny im. Gabriela Narutowicza – posadzka.
- Mniów – kościół św. Stanisław
- Piekoszów – kościół Narodzenia Najświętszej Maryi Panny
- Poznań:
  - bazylika archikatedralna – posadzka i płyta nagrobna z płaskorzeźbą abpa Walentego Dymka,
  - kościół Najświętszej Maryi Panny Królowej Różańca Świętego,
  - kościół św. Antoniego Padewskiego,
  - kościół Najświętszej Marii Panny Wspomożycielki Wiernych,
  - kościół Maryi Królowej,
  - kościół Ofiarowania Pańskiego,
  - kościół farny,
  - zbór ewangelicki,
  - hotel „Polonez”,
  - hotel „Ikar”,
  - Centrum Targowe,
  - Urząd Wojewódzki,
  - Dom Żołnierza,
  - Izba Rzemieślnicza,
  - I Oddział ZUS,
  - Biblioteka Raczyńskich,
  - Collegium Minus UAM,
  - Collegium Maius UAM,
  - Uniwersytet Przyrodniczy w Poznaniu.
- Warszawa:
  - Zamek Królewski[4],
  - Pałac Prezydencki[4],
  - gmach Kancelarii Prezesa Rady Ministrów[4],
  - gmach Narodowego Banku Polskiego – wystrój kamienny,
  - Poczta Główna – wystrój kamienny,
  - Biblioteka Narodowa – wystrój kamienny,
  - gmach Polskiego Komitetu Olimpijskiego – wystrój kamienny,
  - Wydział Geologii Uniwersytetu Warszawskiego – posadzki i parapety,
  - Teatr Narodowy,
  - metro,
  - Roma Office Center.
- Wrocław
  - Uniwersytet Wrocławski,
  - Uniwersytet Przyrodniczy.